# Damesvrede van Kamerijk

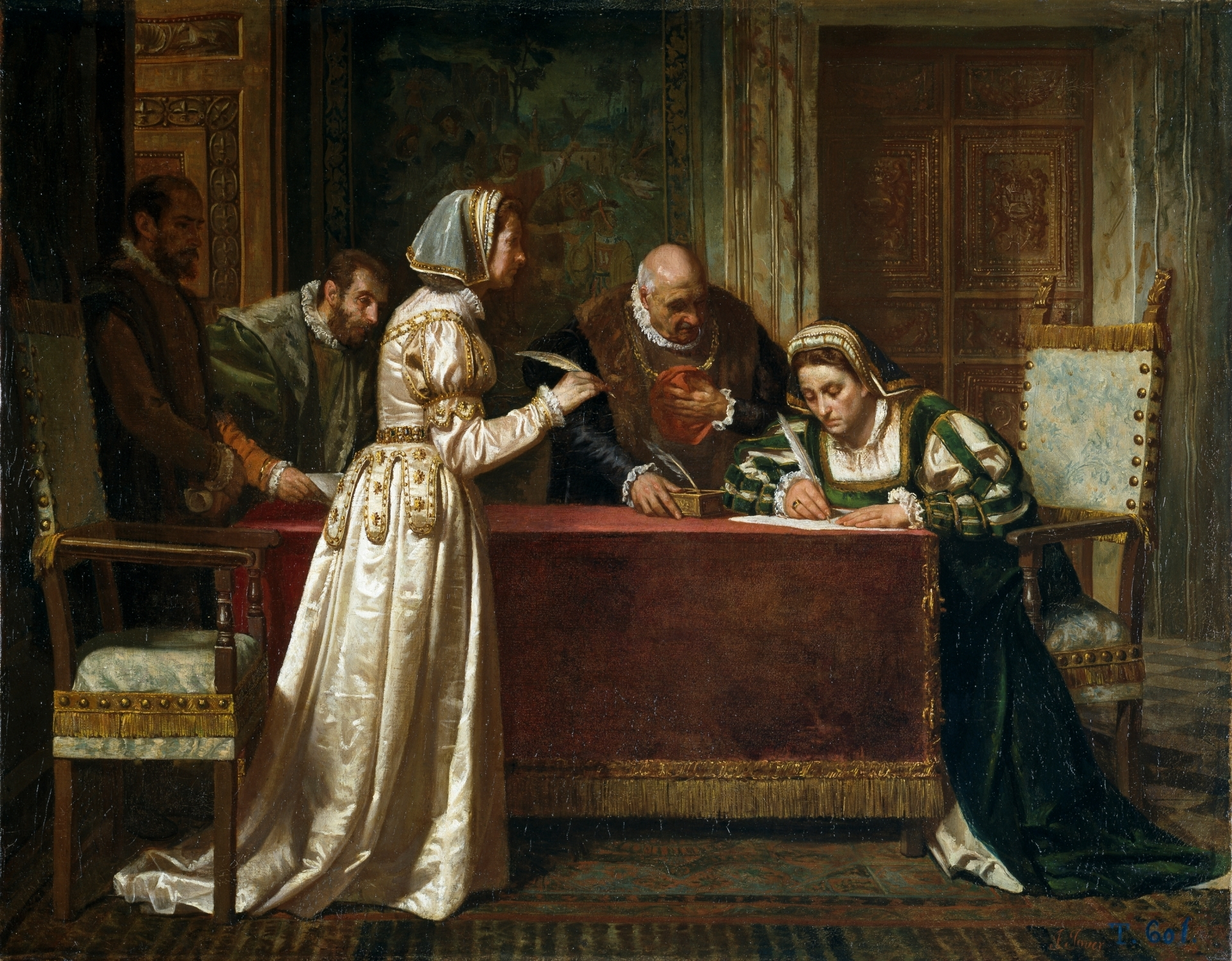
De ondertekening van de Damesvrede verbeeld op een 19e-eeuws historiestuk (Francisco Jover y Casanova, 1871)

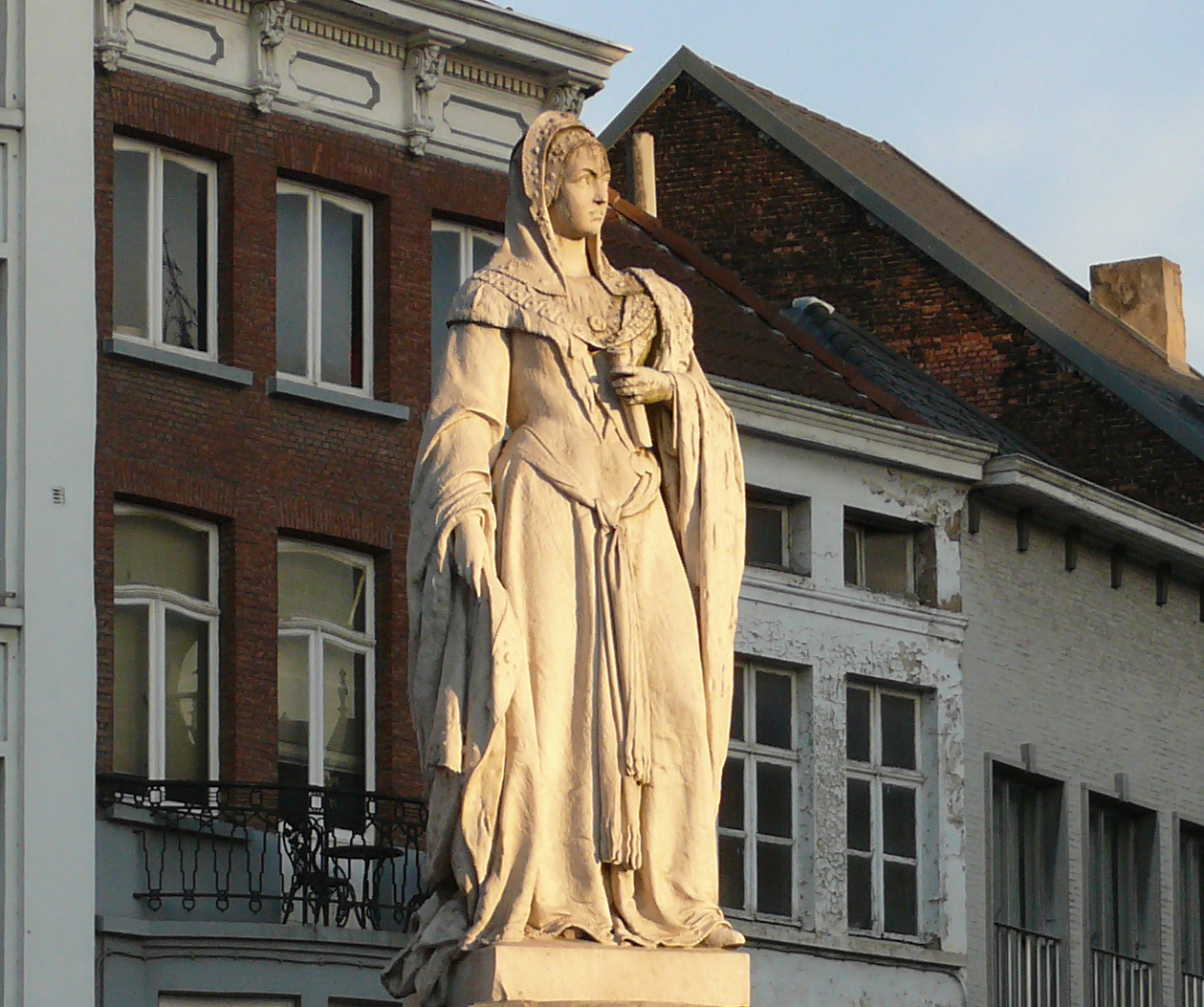
Standbeeld van Margaretha van Oostenrijk in Mechelen, met de rol van de Damesvrede in de hand.

De Damesvrede van Kamerijk is het laatste vredesverdrag in een reeks, afgesloten op 3 augustus 1529 tussen koning Frans I, koning van Frankrijk en keizer Karel V van het Heilige Roomse Rijk.
De heren werden vertegenwoordigd door twee dames, Margaretha van Oostenrijk (de tante van Karel V) en Louise van Savoye (de moeder van Frans I).
Bijna onmiddellijk na de Vrede van Madrid (1526) ging Frans I een bondgenootschap aan met Firenze, Venetië en het hertogdom Milaan en gelijktijdig zette hij een coalitie op met Hendrik VIII van Engeland, koning van Engeland en paus Clemens VII. Voor de poorten van Napels werd het Franse leger, door pest geplaagd, verslagen door de Habsburgse troepen van Karel V tijdens de Oorlog van de Liga van Cognac.
De damesvrede van Kamerijk (Cambrai) die hier op volgde bekrachtigde grotendeels de bepalingen van de Vrede van Madrid, namelijk dat Frans I zijn aanspraken op Milaan, het koninkrijk Napels, Franche-Comté, Doornik, het graafschap Vlaanderen (Kroon-Vlaanderen) en Artesië opgaf. Bovendien werd Filibert de Chalon hiermee opnieuw verheven tot "Prince d'Orange" (prins van Oranje).
Met de Damesvrede van Kamerijk kwam er voor zeven jaar een einde aan de Italiaanse Oorlogen tussen Frankrijk en de Habsburgers.

## Gerelateerde onderwerpen
- Lijst van verdragen
- Vrede van Noyon